# 마렘마 시프도그

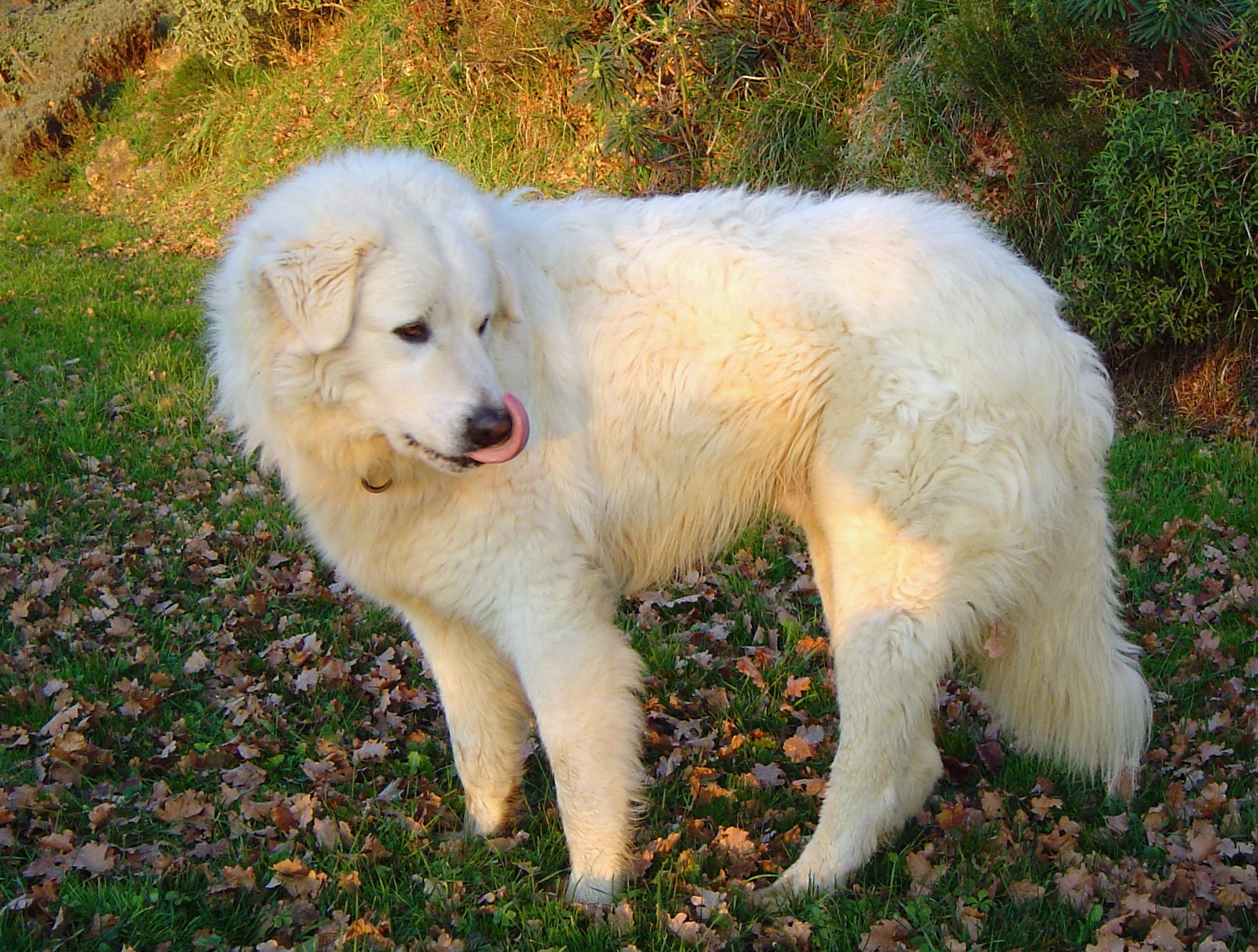

마렘마 시프도그(Maremma Sheepdog) 또는 마레마노-아브루체 시프도그(Maremmano-Abruzzese Sheepdog)는 이탈리아의 가축 수호견 품종이다. 이탈리아 중부, 특히 토스카나주와 라치오주의 마렘마 지역, 이탈리아 남부 북부 지역, 특히 아브루초주가 원산지이다. 늑대로부터 양을 보호하기 위해 이탈리아 목자들에 의해 수세기 동안 사용되어 왔다. "마렘마노(Maremmano)"라는 이름은 최근까지 양치기, 개, 수십만 마리의 양이 겨울을 나고 양 사육이 크게 감소했음에도 불구하고 개가 여전히 많은 마렘마 습지대의 이름에서 유래되었다. 그러나 이 품종은 여전히 양떼 사육이 농촌 경제에 필수적이며 늑대 (특히 이탈리아늑대)가 활동적이고 보호받는 포식자로 남아있는 아브루초 인근 지역에서 널리 사용되고 문화적으로 밀접하게 연관되어 있다.
이 개는 피레니안 마운틴 도그(Pyrenean Mountain Dog), 헝가리의 쿠바즈(Kuvazz), 폴리시 타트라 시프도그(Polish Tatra Sheepdog), 샤르플라니나츠(Šarplaninac)와 같이 비슷한 외모와 기능을 가진 다른 유럽 품종들과 공통 조상을 공유할 수 있다.

## 특징
마레마노는 단단하고 근육질의 체격, 두꺼운 흰색 털, 큰 머리와 검은 코를 가지고 있다. 개는 몸무게가 약 35~45kg이고 어깨 높이가 65~73cm인 반면, 암캐는 몸무게가 30~40kg이고 서 있는 높이는 60~68cm이다. 일부 개는 상당히 클 수 있다. 털은 길고 두껍다. 촉감이 거칠고 목 주위에 두꺼운 고리를 형성한다. 약간의 황변이 있을 수 있다. 코, 입술, 눈 주위 피부는 검은색이다.
평균 사망 나이는 7.5세로 보고되었으며, 이는 이탈리아의 모든 개 평균 나이가 10세인 것과 비교된다.